# الخنانسة (سوهاج)
قرية الخنانسة هي إحدى القرى التابعة لمركز المنشأة بمحافظة سوهاج في جمهورية مصر العربية. حسب إحصاءات سنة 2006، بلغ إجمالي السكان في الخنانسة 6223 نسمة، منهم 2967 رجل و3256 امرأة.